# Cấu trúc hình thái-cú pháp
Trong ngôn ngữ học, cấu trúc hình thái-cú pháp (morphosyntactic alignment) là mối quan hệ giữa các tham tố—cụ thể là giữa hai tham tố của ngoại động từ và một tham tố của nội động từ. Trong tiếng Anh có chủ ngữ hợp nhất tham tố chủ động của ngoại động từ với tham tố thường của nội động từ, làm cho tân ngữ trở nên khác biệt; một số ngôn ngữ khác có thể có công đoạn khác nhau hoặc hiếm khi không có sự khác biệt nào cả. Về mặt hình thái (cách và sự phù ứng), cú pháp (trật tự từ) hoặc cả hai, các sự khác biệt đó có thể được hình thành.